# Cardamine scutata
Cardamine scutata är en korsblommig växtart som beskrevs av Carl Peter Thunberg. Cardamine scutata ingår i släktet bräsmor, och familjen korsblommiga växter. Inga underarter finns listade i Catalogue of Life.